# Duck typing
Duck typing – rozpoznawanie typu obiektu nie na podstawie deklaracji, ale przez badanie metod udostępnionych przez obiekt. Technika ta wywodzi się z powiedzenia: „jeśli chodzi jak kaczka i kwacze jak kaczka, to musi być kaczką”.
Duck typing zazwyczaj wykorzystuje się w dynamicznych językach programowania takich jak Python, Ruby, Groovy czy JavaScript. W językach z typowaniem statycznym częściej stosuje się polimorfizm.

## Przykłady

### Ruby
```
class
 
Kaczka

  
def
 
kwacz

    
puts
 
"kwa kwa"

  
end

end

# kwacząca klasa Slowik

# wyposażona w taką samą metodę jak klasa Kaczka

class
 
Slowik

  
def
 
kwacz

    
puts
 
"fiu fiu"

  
end

end

# funkcja wywołująca metodę kwacz() tylko wtedy,

# gdy przekazywany jej jako argument obiekt ją posiada

def
 
kwacz_kaczuszko
(
k
)

  
k
.
kwacz
 
if
 
k
.
respond_to?
 
:kwacz

end

# wywołanie funkcji kwakania na obiekcie typu Kaczka

kwacz_kaczuszko
(
Kaczka
.
new
)

# wywołanie kwakania na obiekcie typu Słowik

# "słowik kwacze jak kaczka, więc musi to być kaczka"

kwacz_kaczuszko
(
Slowik
.
new
)

```